# Йохан II (Брабант)
Йохан II Тихий или Жан II Брабантски (на френски: Jean II de Brabant, le Pacifique, на немски: Johann II, der Friedfertige; * 27 септември 1275; † 27 октомври 1312, Тервьорен) от род Регинариди, е херцог на Брабант и Лимбург от 1294 до 1312 г. и маркграф на Антверпен.

## Живот
Син е на херцог Йохан I († 3 май 1294) и втората му съпруга Маргарета Дампиер († 3 юли 1285), дъщеря на граф Гвидо I Фландерски. Брат е на Маргарета Брабантска (* 1275/1276, † 14 декември 1311), от 1292 г. съпруга на по-късния император Хайнрих VII Люксембургски.
През 1294 г. той наследява баща си като херцог и потушава въстание с помощта на чичо си Готфрид от Ершот. Той се съюзява с английския крал, с Гуидо I Фландърски и други против френския крал Филип IV, но съюзът им прекратява без да нападнат през 1300 г. По-късно той се бие против римско-немския крал Албрехт I Хабсбургски, но му се подчинява. През 1303 г. той няма успехи и против граф Йохан II Холандски.
На смъртното си легло той подписва Хартата от Кортенберг, конституцията на Брабант.

## Брак и деца
Йохан II се сгодява през 1277 г., а на 9 юли 1290 г. се жени в Уестминстърското абатство за Маргарета Английска (1275 – 1333), седмата дъщеря на английския крал Едуард I и Елинор Кастилска. Двамата имат син:
- Йохан III (* 1300, † 5 декември 1355), херцог на Брабант и Лимбург; жени се 1311 г. за Мари Éврьо (* 1303 † 1335), дъщеря на Луи († 19 май 1319), граф на Éвро (син на френския крал Филип III.

Освен това той има множество извънбрачни деца, между тях:
- Йохан Корселер († сл. 19 май 1373), господар на Витем (1344), господар на Вайлвилр и Машелен
- Йохан Кордекен († 1361), който през 1312 г. получава господството Глимес в Брабант и така основава нидерланско-белгийския Дом Глимес.